# كارلوس غوميز جونيور
كارلوس دومينغوس غوميز جونيور (ولد في 19 ديسمبر 1949) هو سياسي غيني بيساوي الذي كان رئيس وزراء غينيا بيساو من 10 مايو 2004 وحتى 2 نوفمبر 2005، ومرة أخرى في الفترة من 25 ديسمبر 2008 إلى 10 شباط 2012. وكان هو رئيس الحزب الأفريقي لاستقلال غينيا والرأس الأخضر (الحزب الأفريقي) منذ عام 2002. واستقال كرئيس للوزراء يوم 10 فبراير 2012 لترشيح نفسه للانتخابات الرئاسية بعد وفاة الرئيس مالام باكاي في 9 كانون الثاني.

## انقلاب عسكري
نفذت القوات المسلحة في غينيا بيساو محاولة انقلابية بسبب إبرام اتفاقية عسكرية سرية بين بلادهم وحكومة أنغولا وقع عليها كل من رئيس الوزراء كارلوس غوميز جونيور والرئيس المؤقت ريموندو بيريرا مع حكومة أنغولا. واعتقل الجيش رئيس الوزراء السابق والمرشح الحالي لرئاسة الدولة كارلوس جوميز. ثم أطلق سراحه.